# Ermanno di Spanheim
Ermanno di Sponheim (... – 22 luglio 1118) fu conte di Sponheim e burgravio di Magdeburgo (1080–1118). Ermanno fu il fratello dell'arcivescovo Arduico (Hartwig) di Magdeburgo.

## Biografia
Ermanno era figlio di Sigfrido I di Sponheim, margravio della marca ungherese e di Richgard, figlia del conte Engelberto IV della stirpe dei Sigeardingi. Suo fratello era l'arcivescovo Arduico (Hartwig) di Magdeburgo.
Ermanno divenne probabilmente burgravio di Magdeburgo intorno al 1080 e allo stesso tempo Vogt dell'arcivescovado, ma non viene nominato in queste funzioni fino al 1091/98. Nel 1104 venne catturato da Teodorico III di Katlenburg.
Ermanno morì il 22 luglio 1118. I suoi possedimenti in Renania passarono ai conti di Stade della stirpe degli Odoniani attraverso la figlia.

## Famiglia e figli
Ermanno ebbe una figlia da una donna dal nome non conosciuto.
- Riccarda (Richardis) († 1151), che sposò Rodolfo I di Stade, margravio della marca del Nord.